# 1. FC Nürnberg
1. FC Nürnberg is een voetbalclub uit de Duitse stad Neurenberg, die in de 2.Bundesliga speelt. De club werd opgericht op 4 mei 1900. De club was een van de teams die in 1963 deelnam aan het eerste seizoen van de Bundesliga. De club is een van de roemruchtste en traditierijkste in het Duitse voetbal, wat onder meer tot uiting komt in zijn bijnaam: 'Der Club'. De 1. FC Nürnberg kende zijn beste tijd in de jaren 20 en 30. In totaal behaalde 'Der Club' negen landstitels: 1920, 1921, 1924, 1925, 1927, 1936, 1948, 1961 en 1968. Vier keer wonnen de Neurenbergers de DFB-Pokal (Duitse beker): 1935, 1939, 1962 en 2007. Een van de bekendste spelers van de 1. FC Nürnberg is Max Morlock die deel uitmaakte van het Duitse voetbalteam dat in 1954 wereldkampioen werd.

## Geschiedenis

### Beginjaren

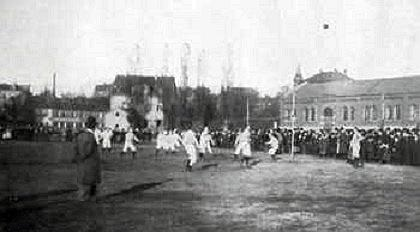
Eerste wedstrijd tegen Bayern München in 1901

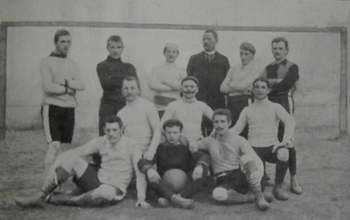
Eerste elftal in 1902

De club werd in mei 1900 opgericht als rugbyclub. Omdat hier 30 spelers voor nodig waren besloot men in 1901 om voor voetbal te kiezen volgens de regels van de Engelse Football Assocation. Op 29 september 1901 volgde de eerste officiële wedstrijd tegen een andere club, de club won voor een honderdtal toeschouwers met 2:0 tegen 1. FC 01 Bamberg. Het eerste terrein voor de club werd de Deutschherrnwiese, waar de eerste thuiswedstrijd ook tegen Bamberg gespeeld werd en won met 5:1. Drie weken later leed de club een eerste zware nederlaag toen FC Bayern München met 0:6 kwam winnen. Door deze nederlaag begon de club extra te trainen wat later zijn vruchten bleek af te werpen. In de herfst van 1902 werd een team uit Fürth met 15:0 verslagen. In 1904 speelde de club voor het eerst in een competitie met vijf teams, waaronder het tweede elftal van de club zelf. Nürnberg werd met het maximum van de punten kampioen, en het tweede elftal werd tweede. Vanaf 1905 ging de club in de Noord-Beierse competitie spelen en dat op het nieuwe terrein aan de Ziegelgasse. De club werd meteen kampioen, maar verzaakte aan een verdere eindronde. Het volgende seizoen werd de club met het maximum kampioen en nam nu wel deel aan de Zuid-Duitse eindronde. De club versloeg MTV 1879 München en plaatste zich voor de finale, die ze echter verloren van Freiburger FC. Het volgende seizoen plaatste de club zich opnieuw voor de eindronde en werd groepswinnaar. In de finalegroep werden ze tweede achter de Stuttgarter Kickers. Na een nieuwe titel in 1908/09 nam de club het in de eindronde op tegen MTV München 1879 en verloor eerst met 4:3 en won dan de terugwedstrijd met 0:3. Omdat doelsaldo nog niet telde toen werd er een derde beslissende wedstrijd gespeeld die Nürnberg met 1:5 won. In de finaleronde werd de club tweede achter FC Phönix Karlsruhe. De club speelde ook een vriendschappelijke wedstrijd tegen het Engelse team Sunderland AFC en verloor dit met 3:8.
Hierna werd de Noord-Beierse competitie tijdelijk ontbonden. De Zuid-Duitse bond richtte vier kampioenschappen in en Nürnberg speelde in de groep Oost (Ostkreisliga). Met het maximum van de punten won de club de voorronde, maar in de finaleronde moest Nürnberg zijn meerdere erkennen in Bayern München. De club had dat seizoen ook voor het eerst verloren van SpVgg Fürth, waar de club een grote rivaliteit mee ontwikkelde. Bovendien had Fürth pas een van de modernste en grootste stadions van Duitsland geopend terwijl Nürnberg op een relatief klein terrein speelde. In 1910 werd Ludwig Philipp als eerste spelers van het Koninkrijk Beieren geselecteerd om aan te treden voor het nationaal elftal. De volgende jaren moest de club genoegen nemen met een plaats in de subtop en zag aartsrivaal Fürth zelfs de landstitel winnen in 1914. De club kreeg ook concurrentie uit de stad zelf, FC Pfeil Nürnberg eindigde dat seizoen met evenveel punten als der Club. Eerder dat seizoen ging de club ook in een nieuw stadion spelen in Zerzabelshof. Het stadion bood plaats aan 8.000 toeschouwers en lag net buiten de stadsgrenzen van Nürnberg, pas in 1923 werd het dorpje een deel van Nürnberg. Door het uitbreken van de Eerste Wereldoorlog werden in 1914/15 slechts enkele vriendschappelijke wedstrijden gespeeld. Het jaar erna was er wel weer een georganiseerde competitie en Nürnberg won de plaatselijke competitie in de finale met 4:0 van TV 1860 München. In de halve finale werd 1. Hanauer FC 93 met 7:1 en 4:1 aan de kant gezet en in de finale won de club ook van Ludwigshafener FC Pfalz met 4:1. Echter was er door de oorlog geen verdere eindronde om de Duitse landstitel. Twee jaar later trad de club opnieuw aan in de Zuid-Duitse eindronde en won tot twee keer toe van TV Regensburg (19:0 en 17:0). In de finale ging de club eerst onderuit tegen Bayern München, maar won dan de replay en de derde beslissende wedstrijd. In 1918/19 vond er opnieuw een Noord-Beiers kampioenschap plaats waar de club alle wedstrijden won, dat jaar was er echter geen Zuid-Duitse eindronde.

### Glorieperiode
Na het einde van de oorlog, waarbij de club vier spelers verloor, werd opnieuw officieel gevoetbald vanaf 1919. Op 22 juli 1919 speelde de club een vriendschappelijke wedstrijd tegen MTK Boedapest, op dat moment een van de beste clubs van Europa. MTK won met 0:3, wat niet veel te betekenen had maar toch was deze wedstrijd goed voor de club. Linksbuiten Péter Szabó en middenvelder Alfréd Schaffer bleven in Nürnberg en sloten zich bij der Club aan. Schaffer werd zelfs speler-trainer van de club. Hij zorgde voor bekerwinst van Zuid-Duitsland en een nieuwe titel in de reguliere competitie, waarbij de club alle achttien wedstrijden won. De club plaatste zich via de groepsfase voor de finale die ze met 3:0 wonnen van Ludwigshafener FC Pfalz. Hierdoor plaatste de club zich voor het eerst voor de eindronde om de landstitel. Nürnberg versloeg VfB Leipzig en SC Titania 02 Stettin zonder een tegendoelpunt te krijgen en plaatste zich voor de finale, tegen aartsrivaal Fürth dat ook aan de eindronde mocht deelnemen als titelverdediger. Beide Zuid-Duitse clubs bekampten elkaar om de titel op 13 juni 1920 voor 35.000 toeschouwers in Frankfurt am Main. Nürnberg dat acht internationals telde op dat moment won met 2:0 en haalde de eerste landstitel binnen. 30.000 mensen ontvingen de kampioenen bij hun terugkeer in de stad.
Nürnberg ging op zijn elan verder en haalde opnieuw de Noord-Beierse titel binnen. In de Zuid-Duitse eindronde werden ze groepswinnaar van de groep Noord en plaatsten zich zo voor de halve finale. Na een overwinning op SpTV 1877 Waldhof versloeg de club ook FC Phönix Ludwigshafen in de finale en stootte zo opnieuw door naar de nationale eindronde. Als titelverdediger mocht de club meteen in de halve finale aantreden en won daar met 5:1 van Hallescher FC Wacker. In de finale werd Berliner FC Vorwärts 1890 met 5:0 verslagen waardoor Nürnberg zijn tweede landstitel op rij binnen haalde.
De competitie werd hervormd en de Noord-Beierse competitie werd samengevoegd met de Zuid-Beierse tot de Beierse competitie. De eerste twee jaar bestonden de reeksen nog wel langs elkaar. Er kwamen zelfs twee reeksen in Noord-Beieren en Nürnberg en Fürth werden gescheiden en beiden werden groepswinnaar. In de finale won Fürth verrassend van de torenhoge favoriet. Hoewel de club niet naar de Zuid-Duitse eindronde mocht plaatsten ze zich als titel verdediger wel voor de nationale eindronde. Nürnberg versloeg SpVgg 1899 Leipzig met 3:0 en SV Norden-Nordwest Berlin met 1:0 en plaatste zich voor de finale tegen Hamburger SV. De eerste wedstrijd van de finale eindigde op 2-2 na drie uur en negen minuten toen de wedstrijd gestaakt werd door invallende duisternis. In de replay, zeven weken later, stond het na de reguliere speeltijd 1-1 gelijk. Nürnberg speelde nog maar met acht man (één rode kaart en twee blessures). Toen in de eerste verlenging een tweede speler van het veld gestuurd werd en Nürnberg nog maar met zeven was floot scheidsrechter Peco Bauwens de wedstrijd na de eerste verlenging af. Volgens de regel mocht er geen tweede verlenging meer komen als één partij nog maar zeven spelers telde. In november reikte de DFB de titel uit aan HSV die ze uiteindelijk weigerde. Tot op heden houdt de club vol dat het dat deed op aandringen van de bond maar de werkelijke achtergrond zal voor altijd onbekend blijven.
Het volgende seizoen was er weer één reeks voor Noord-Beieren en opnieuw moest Nürnberg het van Fürth afleggen. Vanaf 1923/24 was er nog maar één reeks voor heel Beieren, waardoor de club nu ook concurrentie uit München kreeg, maar ondanks dat won de club nog eens de titel. In de eindronde werd de club ook kampioen, voor rivaal Fürth dat als bekerwinnaar mocht aantreden. In de nationale eindronde werd BTuFC Alemannia 1890 Berlin met 1:6 verslagen, Duisburger SpV met 3:1 en won ook de finale met 2:0 van Hamburger SV. Na een nieuwe Beierse titel moest de club in de eindronde genoegen nemen met een tweede plaats achter VfR Mannheim. Echter mochten vanaf dit seizoen drie clubs per voetbalbond deelnemen aan de nationale eindronde, waardoor Nürnberg en FSV Frankfurt ook opgevist werden. De club versloeg 1. SV 1903 Jena met 2:0, Breslauer SC 08 met 1:4 en Duisburger SpV met 3:0. In de finale nam de club het op tegen FSV Frankfurt en won na verlengingen met 1:0 en haalde zo al de vierde titel binnen. Ook bij het nationale elftal blonken Nürnberg en aartsrivaal Fürth uit. In sommige wedstrijden werden enkel spelers van deze twee clubs opgesteld. Legendarisch was een wedstrijd tegen Nederland, toen de spelers van Fürth en Nürnberg met de trein naar Amsterdam gingen en in verschillende wagons zaten en op het veld zelfs niet met elkaar praatten, ze wonnen wel met 1:0.
Enkele spelers beëindigden na deze titel hun carrière of waren over hun hoogtepunt heen, waardoor de club het volgende seizoen met een tweede plaats genoegen moest nemen in de competitie. Voor het eerst was de verdedigende landskampioen niet automatisch voor de eindronde geplaatst. In de zomer van 1926 trok de club de Engelse trainer Fred Spiksley aan. Op 25 juli 1926 werd een vriendschappelijke wedstrijd gespeeld tegen Hamburger SV dat een 9:1 veeg uit de pan kreeg. De club werd autoritair kampioen en haalde ook de Zuid-Duitse titel binnen. In de nationale eindronde versloeg Nürnberg Chemnitzer BC 1899, Hamburger SV en TSV 1860 München en plaatste zich voor de finale tegen Hertha BSC. In het Grunewaldstadion zagen 50.000 toeschouwers hoe Nürnberg met 2:0 won.
De Beierse competitie werd ontbonden en de Noord-Beierse competitie heringevoerd. Nürnberg werd tweede achter Fürth en werd in de eindronde tweede in zijn groep achter FC Wacker München en was uitgeschakeld. Het volgende seizoen trok de club de situatie recht. In de competitie eindigden ze samen met Fürth eerst, maar won de wedstrijd om de titel met 4:3. Nadat ook de Zuid-Duitse titel opnieuw gewonnen werd trad de club weer aan in de nationale eindronde. Nürnberg versloeg Kieler SVgg Holstein 1900 met 1:6, Berliner Tennis Club Borussia met 3:1 en trof dan Hertha BSC in de halve finale. Na 0:0 en verlengingen moest er een replay gespeeld worden die Hertha met 3:2 won.
In 1929/30 werd de club tweede achter Fürth en werd groepswinnaar in de eindronde. Nürnberg nam het op tegen FSV Frankfurt voor een eindrondeticket en won. In de kampioenengroep werd Fürth tweede en ging eveneens naar de eindronde. Na twee zeges op Vereinigte Breslauer Sportfreunde met 0:7 en FC Schalke 04 met 6:2 verloor de club in de halve finale met 6:3 van Hertha BSC.
Na een jaar onderbreking plaatste de club zich in 1931/32 opnieuw voor de nationale eindronde. De club versloeg eerst 1. SV Borussia 04 Fulda met 5:1, dan Kieler SVgg Holstein 1900 met 0:4 en verloor dan in de halve finale met 2:0 van FC Bayern München. De stad Neurenberg was een bolwerk geworden van de NSDAP, de partij van Adolf Hitler. 1. FCN werd in deze tijd getraind door de jood Jenő Konrád. Het tijdschrift Der Stürmer voerde een haatcampagne tegen de man en maanden hem aan om naar Jeruzalem te gaan, waarop Konrád besloot de club te verlaten.
In 1932/33 won de club zeventien van de achttien wedstrijden, maar in de Zuid-Duitse eindronde eindigde de club samen met Fürth op een tweede plaats. Beide clubs bekampten elkaar nog en Fürth won.

### Gauliga
De NSDAP hervormde de hele Duitse competitie en schafte de Zuid-Duitse bond af en voerde zestien Gauliga's in. De club ging nu in de Gauliga Bayern spelen, een equivalent van de vroegere Beierse competitie. Met Seppl Schmitt en Luitpold Popp speelden nog maar twee spelers van de kampioenenelf van 1927 bij de club. De club werd kampioen van de Gauliga en ging naar de eindronde die nu in groepsfase gespeeld werd. In een groep met Dresdner SC, Borussia Fulda en Wacker Halle eindigde de club samen met Dresden op de eerste plaats. Regel dat jaar was niet de club met een beter doelsaldo, maar met een beter doelquotiënt. Hoewel Dresden een doelsaldo had van +9 en Nürnberg +6 was het quotiënt van Nürnberg beter dan dat van Dresden waardoor ze doorstootten naar de halve finale, waar ze BFC Viktoria 1889 met 2:1 versloegen. In de finale troffen ze Schalke 04 dat met 2:1 won. Het was de eerste keer dat Nürnberg een finale verloor. Het volgende jaar won Fürth de titel, maar de club won wel een troostprijs. In de eerste editie van de Tschammerpokal bereikte de club de finale en won daar tegen Schalke 04 dat zopas zijn landstitel verlengd had.
In 1935/36 werd de club terug kampioen in de Gauliga. In de eindronde was de club ingedeeld in een groep met Wormatia Worms, SV Jena en Stuttgarter Kickers en won vijf van de zes wedstrijden. In de halve finale zette de club Schalke opzij met 2:0 en plaatste zich voor de finale tegen Fortuna Düsseldorf en won na verlengingen met 2:1. Na een nieuwe titel in ge Gauliga en groepswinst in de eindronde in een groep met Fortuna Düsseldorf, Waldhof Mannheim en VfR 04 Köln versloeg de club Hamburger SV in de halve finale. In de finale verloor de club voor 101.000 toeschouwers met 2:0 van Schalke.
Hierna ging het bergaf met de club. In de Gauliga werd wel nog de titel behaald, maar in de groepsfase op de eindronde liep het voor het eerst mis. Hannover 96 won beide matchen tegen Nürnberg, dat wel Alemannia Aachen en Hanau 93 twee keer opzij zette. Het volgende seizoen was een regelrechte ramp. De club verloor tegen Jahn Regensburg met 7:0 en beëindigde het seizoen op de vijfde plaats en kreeg ook zware concurrentie uit eigen stad dit jaar met BSG WKG Neumeyer dat evenveel punten behaalde als grote broer 1. FCN en tweemaal van de club won. Voor het eerst had de club ook een negatief doelsaldo. De club won in 1940 wel de Tschammerpokal tegen Waldhof Mannheim, de finale werd in 1940 gespeeld maar gold eigenlijk nog als de finale van 1939 die om oorlogsredenen uitgesteld was. De club herstelde zich ook in de competitie en haalde een nieuwe titel binnen. In de eindronde overleefde de club de groepsfase niet en werd tweede achter Waldhof.
De volgende twee seizoenen kon de club geen titel behalen en werd tweede en vierde. Op 30 november 1941 speelde Max Morlock als zestienjarige zijn eerste wedstrijd voor de club, in totaal zou hij er rond de 900 spelen voor Nürnberg. In 1942 werd de Gauliga in twee reeksen verdeeld en Nürnberg won de groep Noord met het maximum van de punten. Er kwam geen wedstrijd om de algemene titel en beide winnaars stootten door naar de eindronde, die opnieuw in knock-outfase gespeeld werd. De club verloor meteen van VfR Mannheim. De oorlog liet zich gelden en sommige clubs kregen niet altijd een volwaardig team opgesteld, zo won FC de heenwedstrijd tegen FC Eintracht/Franken Nürnberg met 1:0 en de terugwedstrijd met 20:1. Tijdens dit seizoen viel ook een eerste slachtoffer bij de club, Alfred Pfänder werd vermist na de slag om Stalingrad. Op 15 januari 1944 kwam doelman Georg Köhl om het leven, maar toch werd de club aan het einde van het seizoen nog kampioen. In de eindronde versloeg de club NSTG Brüx, VfR Mannheim, KSG FV/AK Saarbrücken en verloor dan in de halve finale van Dresdner SC.
Het laatste seizoen werd niet meer voltooid. Het stadion en de terreinen werden door bombardementen vernield. Op 2 februari 1945 speelde de club de laatste wedstrijd voor het einde van de oorlog, de 149ste derby tegen Fürth.

### Oberliga
Na de oorlog was er eerst chaos, de terreinen werden deel verwoest bij vele clubs. De eerste wedstrijd vond plaats op 23 september 1945 in Fürth voor 8.000 toeschouwers en Nürnberg won met 2:3. Enkele weken later begon de nieuwe competitie, die grondig geherstructureerd werd. Er kwamen vijf hoogste klassen en de club ging in de Oberliga Süd spelen. De eerste grote competitie waar clubs uit Beieren, Hessen en Württemberg verenigd werden. Hoewel Nürnberg de beste presterende club van de Oberliga Süd zou worden kon de club niet aankopen met de successen van de jaren twintig. De club eindigde in het eerste seizoen tweede, met één punt achterstand op VfB Stuttgart. Het volgende seizoen werd de club soeverein kampioen en had de titel al vijf speeldagen voor het einde binnen. De thuiswedstrijden moesten echter nog steeds in Fürth afgewerkt worden omdat het eigen stadion nog niet heropgebouwd was.
Aan het begin van seizoen 1947/48 overleed doelman Georg Lindner aan tuberculose op 26-jarige leeftijd. Zijn opvolger Eduard Schaffer, die als enige speler van de club niet uit de regio Franken kwam, volgde hem op. Seppl Schmitt, die vroeger als speler al kampioen werd met de club, nam het trainersroer over dit seizoen en leidde de club naar een nieuwe titel. Voor het eerst sinds 1944 vond er opnieuw een nationale eindronde plaats. Na een overwinning in de halve finale op FC St. Pauli ging de club door naar de finale in Keulen die ze met 2:1 wonnen van 1. FC Kaiserslautern.
Nadat de club opnieuw beschikte over een eigen stadion en ze de eerste naoorlogse kampioen waren geworden dacht de club opnieuw voor een glorieperiode te staan zoals in de jaren twintig. Echter pakte dit anders uit. Enkele spelers haalden hun niveau niet meer en spits Hans Pöschl verhuisd naar Grasshoppers Zürich en was zo de eerste speler van de club die naar het buitenland trok. Voor het eerst in de geschiedenis had de club een negatief puntensaldo en eindigde elfde op zestien clubs. Na een achtste plaats het volgende seizoen had de club een wederopstanding in 1950/51, mede dankzij 28 treffers van Max Morlock, en werd kampioen. De eindronde werd in groepsfase gespeeld. De club ging nek aan nek met SC Preußen Münster en net voor de laatste speeldag had Nürnberg een doelsaldo van 13:12 en Münster 14:14. Het aantal goals in de laatste wedstrijd was dus van groot belang. Nürnberg zette Hamburger SV aan de kant met 4:1, maar Münster verdubbelde die score met 8:2 tegen Tennis Borussia Berlin en was geplaatst voor de finale.
Het volgende jaar werd de club tweede met één punt achterstand op VfB Stuttgart, maar plaatste zich wel voor de eindronde, waar ze tweede werden in de groepsfase achter 1. FC Saarbrücken. Toni Kugler nam het trainersambt over in 1952. Hij werd vier keer kampioen met de club in de jaren twintig en de verwachtingen waren hoog gespannen, echter draaide het helemaal anders uit. Na zelfs laatste gestaan te hebben eindigde de club uiteindelijk op de achtste plaats. Hierna haalde de club Horst Schade over van aartsrivaal Fürth, dat hierover zeer kwaad was en de volgende vijf jaar vonden er geen transfers meer plaats tussen de clubs. Schade scoorde 22 keer, maar dit leidde toch maar tot de vierde plaats. Dat jaar werd Max Morlock met het nationaal team wel wereldkampioen en scoorde ook voor het team. Tot op heden is hij de enige speler van Nürnberg die op een WK speelde, er werden wel nog spelers geselecteerd later, maar niet ingezet. Franz Binder, voormalige spits van Rapid Wien werd nu trainer en hij genoot het respect van de spelers, maar eindigde twee seizoenen in de middenmoot. Enkele spelers namen aanbiedingen van andere clubs aan en verlieten Nürnberg. Ondanks de tegenvallende resultaten bleef het bestuur in Binder geloven. Hij stelde voornamelijk jonge spelers op en dat wierp nu wel zijn vruchten af en de eerste titel sinds 1951 werd binnen gehaald. In de eindronde werd de club wel maar derde in de groepsfase. Het volgende seizoen moest de club Karlsruher SC laten voorgaan in de stand, maar plaatste zich wel opnieuw voor de eindronde. Net als het vorige jaar was Hamburger SV de sterkste van de groep. In 1958/59 vonden de spelers het vaakst de weg naar het doel, maar ondanks de 80 goals moesten ze zich tevreden stellen met een derde plaats. Door het uitvallen van Max Morlock voor vijf maanden eindigde de club het volgende jaar pas zesde.
In 1960 nam Herbert Widmayer het roer van Binder over, Binder zou met zes jaar de langst zittende trainer in de clubgeschiedenis worden. De wederopstanding volgde al snel en na een nieuwe titel in de Oberliga werd de club in de eindronde groepswinnaar en stootte door naar de finale in Hannover tegen Borussia Dortmund, die ze met 3:0 wonnen. Voor het eerst mocht de club nu ook op Europees niveau aan de slag in de Europacup I. Nadat Drumcondra en Fenerbahçe opzij gezet werden leek een halve finale binnen handbereik na een 3:1 overwinning tegen het Benfica van Eusébio. De terugwedstrijd werd echter een grote teleurstelling toen Benfica met 6:0 won in Lissabon. Heinz Strehl was met acht treffers later wel de topschutter van de Europacup. In de competitie eindigde de club samen met Eintracht Frankfurt eerste. In de eindronde slaagde de club er opnieuw in door te stoten naar de finale, maar verloor daar met 4:0 van 1. FC Köln. Drie maanden later kreeg de club wel nog een troostprijs toen ze de bekerfinale wonnen van Fortuna Düsseldorf. Door deze bekerwinst plaatste de club zich opnieuw voor Europa, waar ze AS Saint-Étienne en B 1909 Odense opzij schoven. In de halve finale botste de club op Atlético Madrid. Na 0:1 voor te komen boog Nürnberg de situatie nog om naar 2:1, maar in de terugwedstrijd won Atlético met 2:0. In de competitie werd de club tweede achter TSV 1860 München en bleef in de eindronde in de groepsfase steken.

### Bundesliga
Na dit seizoen werd in Duitsland de Bundesliga ingevoerd. Eén competitie voor heel het land, Duitsland bleef achter op heel Europa dat al jaren zo'n competitie had. Als vicekampioen was Nürnberg uiteraard geplaatst. De club moest nu wel het profstatuut aannemen, iets wat ze toch nu toe altijd geweigerd hadden. Aartsrivaal Fürth kwalificeerde zich niet en ook Bayern München werd naar de tweede klasse verwezen.
De club, die nog steeds optimistisch was gezien het jonge elftal en het feit dat ze nog steeds bij de Duitse top behoorden, stond na vijf speeldagen op de derde plaats. Na een 2:4 nederlaag tegen Karlsruhe verloor de club drie wedstrijden op rij en kreeg twaalf doelpunten tegen, terwijl ze zelf niet scoorden. Hierdoor werd Herbert Widmayer op 30 oktober de eerste trainer in de Bundesliga die ontslagen werd. Jenő Csaknády werd nu trainer, maar ook hij kreeg de ploeg niet op de rails en verzeilde in degradatiegevaar. Naar het einde van het seizoen redde de club zich en werd uiteindelijk negende. Dit jaar eindigde ook de carrière van Max Morlock bij de club. Csaknády stapte vrijwillig op en Gunther Baumann werd nu trainer. Hij deed het beter en tot de 23ste speeldag had de club aansluiting met de top van het klassement, maar na zeven wedstrijden zonder overwinning zakten ze weg naar de zesde plaats. De club bleef in de betere middenmoot en nam ook twee keer op rij deel aan de jaarbeursstedenbeker, maar moest het telkens afleggen in de eerste ronde van respectievelijk Everton FC en Valencia CF. De club verhuisde naar het Städtischen Stadion.
In 1967 nam Max Merkel het roer bij de club over. Hij werd in 1965 nog kampioen met TSV 1860 München. Vanaf de vijfde speeldag nam de club de leiding en gaf deze niet meer af. Nürnberg haalde zijn negende en tot dusver laatste titel binnen. De club was Rekordmeister en zou dit blijven tot 1986 toen Bayern München zijn negende titel behaalde en een jaar later stak Bayern de club al voorbij. Merkel wou het volgende seizoen met zijn team ook schitteren in Europa. Echter liep het totaal mis. In de competitie verloor de club al op de eerste speeldag met zware 1:4 cijfers van Alemannia Aachen, dat later vicekampioen zou worden en in de Europacup ging de club kansloos onderuit tegen Ajax Amsterdam. Bij de winterstop stond de club op de zestiende plaats en in maart zelfs laatste, waarop Merkel ontslagen werd, ondanks een thuiszege tegen Frankfurt. Onder Kuno Klötzer ging het iets beter en hij haalde de club één speeldag voor het einde uit de degradatiezone. Op de laatste speeldag nam de club het op tegen FC Köln, dat ook in degradatiegevaar was, en verloor met 0:3. Toevallig namen de nummers zeventien en achttien het tegen elkaar op en Borussia Dortmund won van Kickers Offenbach, waardoor ze in extremis over Nürnberg sprongen. De recordkampioen en titelverdediger moest voor het eerst in zijn bestaan degraderen. De club zat als een rat in de val nu. Met het oog op lucratieve successen in Europa en in de Bundesliga had de club het nieuwe stadion gebouwd, dat op 31 oktober 1968 ingewijd werd. Nürnberg had zich hiervoor in de schulden gestoken en ging met een van de modernste accommodaties van Europa in de tweede klasse spelen, zonder geld om zich te versterken.

### 1968 - 1988
De club ging nu in de Regionalliga Süd spelen, een van de vijf tweede klassen en een equivalent van de voormalige Oberliga Süd. Het zou negen jaar duren vooraleer de club hier promotie kon afdwingen. In het tweede seizoen werd de club kampioen, maar moest eerst langs de eindronde om te promoveren en slaagde hier niet in. Vanaf 1974 speelde de club in de nieuwe 2. Bundesliga tot eindelijk de promotie volgde in 1978. In de DFB-Pokal werd de halve finale gehaald, maar in de competitie kon de club het behoud niet verzekeren. Deze keer bleef de afwezigheid bij de elite tot één jaar beperkt. Deze keer speelde de club vier jaar in de Bundesliga, maar eindigde nooit beter dan de dertiende plaats. Nadat de club opnieuw na één jaar terugkeerde ging het beter en na een twaalfde en negende plaats werd de club vijfde in 1987/88 en plaatste zich voor de UEFA Cup, waar 1. FC Nürnberg meteen door AS Roma uitgeschakeld werd. Stefan Reuter en Dieter Eckstein zijn sterspelers uit deze periode.

### 1989 - heden
Het bestaan van de 1. FC Nürnberg na dit wapenfeit wordt gekenmerkt door zware financiële problemen. Het dieptepunt vormde het seizoen '95/'96 toen de club degradeerde uit de 2. Bundesliga. Het verblijf in de Regionalliga Süd duurde gelukkig maar een jaar. Sindsdien volgenden nog drie promoties naar (en twee degradaties uit) de 1. Bundesliga. Sinds de laatste promotie in 2004 lijkt het de club te lukken zich duurzamer op het hoogste niveau te handhaven. De financiële situatie van de club is ten goede gekeerd, mede dankzij de inspanningen van voorzitter Michael A. Roth en manager Martin Bader. Met uitgekiend transferbeleid is een perspectiefrijke spelersgroep samengesteld. Als voorbeeld voor de gunstige sportieve en financiële ontwikkeling mag gelden dat de 1.FC Nürnberg er 2006 in slaagde om de Tsjechische international Tomáš Galásek aan zich te binden. Onder trainer Hans Meyer veroverde 'der Club' in 2007 de DFB-Pokal, de Duitse beker, en plaatste hij zich voor het eerst in 19 jaar weer voor Europees voetbal. Aan het einde van het seizoen 2007/2008 degradeerden ze voor de 7e keer in hun historie uit de 1. Bundesliga. Der Club werd het volgende seizoen derde in de 2. Bundesliga en deze gaf voor het eerst sinds jaren geen recht op rechtstreekse promotie, maar wel op een barragewedstrijd tegen de nummer zestien uit de Bundesliga. Over twee wedstrijden won Nürnberg met een totaalscore van 5-0 tegen Energie Cottbus en verzekerde zo zijn terugkeer bij de elite. In 2010/11 eindigde de club op een knappe zesde plaats, maar de volgende seizoenen werd de club weer een middenmoter en in 2014 degradeerde de club terug.
Op zondag 6 mei 2018 keerde FC Nürnberg na vier jaar terug in de Bundesliga. Op de voorlaatste speeldag won de ploeg met 2-0 bij Sandhausen en kon daardoor niet meer achterhaald worden door de nummer drie Holstein Kiel, dat zich ging opmaken voor play-offs om promotie. Na één seizoen volgde echter al weer degradatie naar de 2. Bundesliga.
In het seizoen 2019/20 eindigde FC Nürnberg op de zestiende plaats, waardoor het tegen FC Ingolstadt 04 nacompetitie speelde voor promotie/degradatie naar de 3. Liga. Na een makkelijke 2-0 thuiszege kwam de club in de uitwedstrijd met 0-3 achter maar scoorde in de 8e minuut van de extra tijd de verlossende 1-3 en bleef daarmee in de 2. Bundesliga. Sindsdien is de club als middenmotor actief op het tweede niveau.

## Erelijst
- Landskampioen

1920, 1921, 1924, 1925, 1927, 1936 , 1948, 1961, 1968
- DFB-Pokal

Winnaar: 1935, 1939, 1962, 2007
Finalist: 1940, 1982
- 2. Bundesliga

1980 (Süd), 1985, 2001, 2004
- Regionalliga Süd

1971
- Oberliga Süd

1947, 1948, 1951, 1957, 1961, 1962
- Gauliga Bayern

1934, 1936, 1937, 1938, 1940, 1943 (Noord), 1944 (Noord)
- Kampioen Zuid-Duitsland

1916, 1918, 1920, 1921, 1924, 1927, 1929
- Kampioen Beieren

1924, 1926, 1927
- Kampioen Noord-Beieren

1906, 1907, 1908, 1909, 1919 (herfst), 1920, 1921, 1929, 1932, 1933

## Overzichtslijsten
| Niveau | Aantal | Periode (1945-2026)                                                                                          |
| ------ | ------ | --- |
| I      | 51     | 1945-1969, 1978-1979, 1980-1984, 1985-1994, 1998-1999, 2001-2003, 2004-2008, 2009-2014, 2018-2019            |
| II     | 29     | 1969-1978, 1979-1980, 1984-1985, 1994-1996, 1997-1998, 1999-2001, 2003-2004, 2008-2009, 2014-2018, 2019-.... |
| III    | 2      | 1996-1997 |

### Eindklasseringen vanaf 1964 (grafisch)
- 1964 9e
Bundesliga
- 1965 6e
Bundesliga
- 1966 6e
Bundesliga
- 1967 10e
Bundesliga
- 1968 1e
Bundesliga
- 1969 17e
Bundesliga
- 1970 3e
Regionalliga
- 1971 1e
Regionalliga
- 1972 9e
Regionalliga
- 1973 5e
Regionalliga
- 1974 2e
Regionalliga
- 1975 6e
2. Bundesliga
- 1976 2e
2. Bundesliga
- 1977 5e
2. Bundesliga
- 1978 2e
2. Bundesliga
- 1979 17e
Bundesliga
- 1980 1e
2. Bundesliga
- 1981 14e
Bundesliga
- 1982 13e
Bundesliga
- 1983 14e
Bundesliga
- 1984 18e
Bundesliga
- 1985 1e
2. Bundesliga
- 1986 12e
Bundesliga
- 1987 9e
Bundesliga
- 1988 5e
Bundesliga
- 1989 14e
Bundesliga
- 1990 8e
Bundesliga
- 1991 15e
Bundesliga
- 1992 7e
Bundesliga
- 1993 13e
Bundesliga
- 1994 16e
Bundesliga
- 1995 15e
2. Bundesliga
- 1996 17e
2. Bundesliga
- 1997 1e
Regionalliga
- 1998 3e
2. Bundesliga
- 1999 16e
Bundesliga
- 2000 4e
2. Bundesliga
- 2001 1e
2. Bundesliga
- 2002 15e
Bundesliga
- 2003 17e
Bundesliga
- 2004 1e
2. Bundesliga
- 2005 14e
Bundesliga
- 2006 8e
Bundesliga
- 2007 6e
Bundesliga
- 2008 16e
Bundesliga
- 2009 3e
2. Bundesliga
- 2010 16e
Bundesliga
- 2011 6e
Bundesliga
- 2012 10e
Bundesliga
- 2013 10e
Bundesliga
- 2014 17e
Bundesliga
- 2015 9e
2. Bundesliga
- 2016 3e
2. Bundesliga
- 2017 12e
2. Bundesliga
- 2018 2e
2. Bundesliga
- 2019 18e
Bundesliga
- 2020 16e
2. Bundesliga
- 2021 11e
2. Bundesliga
- 2022 8e
2. Bundesliga
- 2023 14e
2. Bundesliga
- 2024 12e
2. Bundesliga
- 2025 10e
2. Bundesliga

- Niveau 1
- Niveau 2
- Niveau 3

| Legenda niveautijdlijn | Legenda niveautijdlijn      | Legenda niveautijdlijn      | Legenda niveautijdlijn      | Legenda niveautijdlijn    | Legenda niveautijdlijn |
| Liga                   | Seizoen 1963/64 t/m 1973/74 | Seizoen 1974/75 t/m 1993/94 | Seizoen 1994/95 t/m 2007/08 | Seizoen 2008/09 tot heden | Opmerking              |
| ---------------------- | --------------------------- | --------------------------- | --------------------------- | ------------------------- | ---------------------- |
| Bundesliga             | Niveau I                    | Niveau I                    | Niveau I                    | Niveau I                  |                        |
| 2. Bundesliga          | --                          | Niveau II                   | Niveau II                   | Niveau II                 |                        |
| 3. Liga                | --                          | --                          | --                          | Niveau III                |                        |
| Regionalliga           | Niveau II                   | --                          | Niveau III                  | Niveau IV                 |                        |
| Oberliga               | --                          | Niveau III *                | Niveau IV                   | Niveau V                  | * vanaf 1978/79        |

## 1. FC Nürnberg in Europa
Uitslagen vanuit gezichtspunt 1. FC Nürnberg
| Seizoen                                                     | Competitie           | Ronde   | Land                                         | Club                  | Totaalscore | 1e W    | 2e W       | PUC  |
| ----------------------------------------------------------- | -------------------- | ------- | -------------------------------------------- | --------------------- | ----------- | ------- | ---------- | ---- |
| 1961/62                                                     | Europacup I          | Q       | Vlag van Ierland                             | Drumcondra FC         | 9-1         | 5-0 (T) | 4-1 (U)    | 11.0 |
|                                                             |                      | 1/8     | Vlag van Turkije                             | Fenerbahçe SK         | 3-1         | 2-1 (U) | 1-0 (T)    | 11.0 |
|                                                             |                      | 1/4     | Vlag van Portugal                            | SL Benfica            | 3-7         | 3-1 (T) | 0-6 (U)    | 11.0 |
| 1962/63                                                     | Europacup II         | 1/8     | Vlag van Frankrijk                           | AS Saint-Étienne      | 3-0         | 0-0 (U) | 3-0 (T)    | 11.0 |
|                                                             |                      | 1/4     | Vlag van Denemarken                          | B 1909 Odense         | 7-0         | 1-0 (U) | 6-0 (T)    | 11.0 |
|                                                             |                      | 1/2     | Vlag van Spanje (11 okt. 1945- 20 jan. 1977) | Atlético de Madrid    | 2-3         | 2-1 (T) | 0-2 (U)    | 11.0 |
| 1965/66                                                     | Jaarbeursstedenbeker | 1R      | Vlag van Engeland                            | Everton FC            | 1-2         | 1-1 (T) | 0-1 (U)    | 1.0  |
| 1966/67                                                     | Jaarbeursstedenbeker | 1R      | Vlag van Spanje (11 okt. 1945- 20 jan. 1977) | Valencia CF           | 1-4         | 1-2 (T) | 0-2 (U)    | 0.0  |
| 1968/69                                                     | Europacup I          | 1R      | Vlag van Nederland                           | AFC Ajax              | 1-5         | 1-1 (T) | 0-4 (U)    | 1.0  |
| 1988/89                                                     | UEFA Cup             | 1R      | Vlag van Italië                              | AS Roma               | 3-4         | 2-1 (U) | 1-3 nv (T) | 2.0  |
| 2007/08                                                     | UEFA Cup             | 1R      | Vlag van Roemenië                            | Rapid Boekarest       | 2-2 u       | 0-0 (T) | 2-2 (U)    | 8.0  |
|                                                             |                      | Groep A | Vlag van Engeland                            | Everton               | 0-2         | 0-2 (T) |            | 8.0  |
|                                                             |                      | Groep A | Vlag van Rusland                             | Zenit Sint-Petersburg | 2-2         | 2-2 (U) |            | 8.0  |
|                                                             |                      | Groep A | Vlag van Nederland                           | AZ                    | 2-1         | 2-1 (T) |            | 8.0  |
|                                                             |                      | Groep A | Vlag van Griekenland                         | Larissa               | 3-1         | 3-1 (U) |            | 8.0  |
|                                                             |                      | 3R      | Vlag van Portugal                            | SL Benfica            | 2-3         | 0-1 (U) | 2-2 (T)    | 8.0  |
| Totaal aantal behaalde punten voor UEFA coëfficiënten: 34.0 |                      |         |                                              |                       |             |         |            |      |

Zie ook
- Deelnemers UEFA-toernooien Duitsland
- Eeuwige ranglijst van deelnemers UEFA-clubcompetities

## Spelers records
Top-5 meest gespeelde wedstrijden
| Nr. | Land      | Naam               | Positie      | Periode               | Aantal |
| --- | --------- | ------------------ | ------------ | --------------------- | ------ |
| 1.  | Duitsland | Max Morlock†       | Middenvelder | 1940-1964             | 501    |
| 2.  | Duitsland | Thomas Brunner     | Verdediger   | 1980-1996             | 429    |
| 3.  | Duitsland | Raphael Schäfer    | Doelman      | 2001-2007 / 2008-2017 | 389    |
| 4.  | Duitsland | Ferdinand Wenauer† | Verdediger   | 1958-1971             | 377    |
| 5.  | Duitsland | Andreas Köpke      | Doelman      | 1986-1994 / 1999-2001 | 362    |

Top-5 Doelpuntenmakers
| Nr. | Land      | Naam                  | Periode               | Aantal |
| --- | --------- | --------------------- | --------------------- | ------ |
| 1.  | Duitsland | Max Morlock†          | 1940-1964             | 290    |
| 2.  | Duitsland | Heinz Strehl†         | 1954-1970             | 186    |
| 3.  | Duitsland | Konrad Winterstein    | 1947-1955             | 112    |
| 4.  | Duitsland | Dieter Eckstein       | 1984-1988 / 1991-1993 | 89     |
| 5.  | Duitsland | Helmut Herbolsheimer† | 1942-1956             | 81     |

stand: 02-08-2025

## Bekende (oud-)spelers
- Anton Allemann
- Jørn Andersen
- Frank Baumann
- Michael Beauchamp
- Pascal Bieler
- Jaromír Blažek
- Danny Blum
- Jörg Böhme
- René Botteron
- Thomas Broich
- Dave Bulthuis
- Guido Burgstaller
- Cacau
- Zvezdan Čebinac
- Timothy Chandler
- Angelos Charisteas
- Eric Maxim Choupo-Moting
- Oktay Derelioğlu
- Dennis Diekmeier
- Josip Drmić
- René van Eck
- Mehmet Ekici
- Marco Engelhardt
- Alexander Esswein
- Markus Feulner
- Niclas Füllkrug
- Tomáš Galásek
- Vratislav Greško
- Ilkay Gündogan
- Jens Hegeler
- Wilco Hellinga
- Even Hovland
- David Jarolím
- Mu Kanazaki
- Joshua Kennedy
- Stefan Kießling
- Hiroshi Kiyotake
- Timm Klose
- Peer Kluge
- Jan Koller
- Andreas Köpke
- Robert Kovač
- Elroy Kromheer
- Jacek Krzynówek
- Samuel Kuffour
- Róbert Mak
- Kai Michalke
- Marek Mintál
- Virgil Misidjan
- Andreas Ottl
- Peter Perchtold
- Javier Pinola
- Marvin Plattenhardt
- Emanuel Pogatetz
- Jan Polák
- Sebastian Polter
- Dominik Reinhardt
- Stefan Reuter
- Paulo Rink
- Ivan Sajenko
- Raphael Schäfer
- Alessandro Schöpf
- Gerald Sibon
- Timmy Simons
- Niklas Stark
- Alexander Stephan
- Cedric Teuchert
- Róbert Vittek
- Andreas Wolf

## Trainers
- Klaus Augenthaler
- Arie Haan
- Dieter Hecking
- Felix Magath
- Max Merkel
- Hans Meyer
- Thomas von Heesen
- Gertjan Verbeek

## Selectie 2022/23

### Keepers
- 1.  Carl Klaus
- 26.  Christian Mathenia
- 31.  Jan Reichert

### Verdedigers
- 3.  Sadik Fofana
- 4.  James Lawrence
- 13.  Erik Wekesser
- 16.  Christopher Schindler
- 19.  Florian Hübner
- 22.  Enrico Valentini
- 28.  Jan Gyamerah
- 29.  Tim Handwerker
- 32.  Louis Breunig
- 35.  Nathaniel Brown

### Middenvelders
- 5.  Johannes Geis
- 6.  Lino Tempelmann
- 8.  Taylan Duman
- 10.  Mats Møller Dæhli
- 15.  Fabian Nürnberger
- 17.  Jens Castrop

### Aanvallers
- 7.  Felix Lohkemper
- 11.  Erik Shuranov
- 18.  Manuel Wintzheimer
- 20.  Pascal Köpke
- 23.  Kwadwo Duah
- 25.  Shawn Bluhm
- 33.  Christoph Daferner
- 36.  Lukas Schleimer